# King Vidor
Pour les articles homonymes, voir Vidor (homonymie).
King Vidor est un réalisateur américain, né le 8 février 1894 à Galveston (Texas, États-Unis) et mort le 1er novembre 1982 à Paso Robles (Californie, États-Unis).
Cinéaste au style épique et baroque, ses réalisations ont inspiré plusieurs générations de cinéastes dont David Lean, Orson Welles, Michael Cimino et Martin Scorsese.

## Biographie

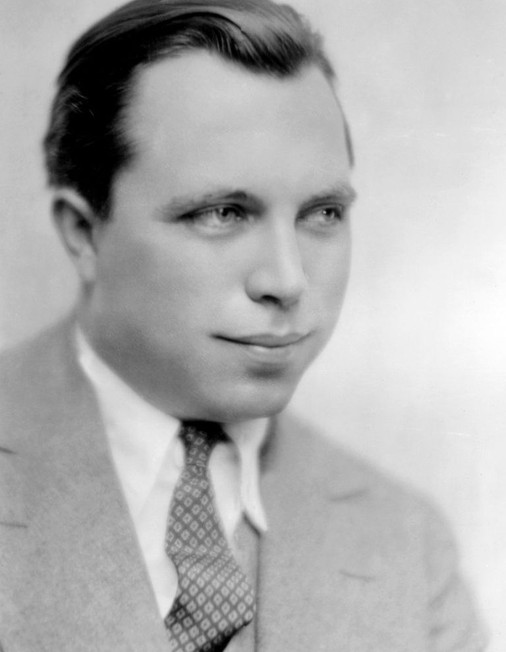
King Vidor en 1925.

### Jeunesse
King Wallis Vidor naît le 8 février 1894 à Galveston au Texas, aux États-Unis. Il est le fils unique d'un industriel prospère, Charles Shelton Vidor, et de Kate Lee Vidor. Son grand-père Károly (Charles) Vidor, originaire de Hongrie, s'était installé à Galveston dans les années 1850,. En 1900, à l'âge de six ans, King Vidor survit au grand ouragan de Galveston qui tue entre 6 000 et 12 000 personnes. Passionné très tôt par le cinéma[réf. souhaitée], il travaille bénévolement comme projectionniste dans sa ville natale et tourne quelques films d'amateur. Vers 1915, il s'installe à Hollywood avec sa jeune épouse, Florence.

### Carrière
Le muet

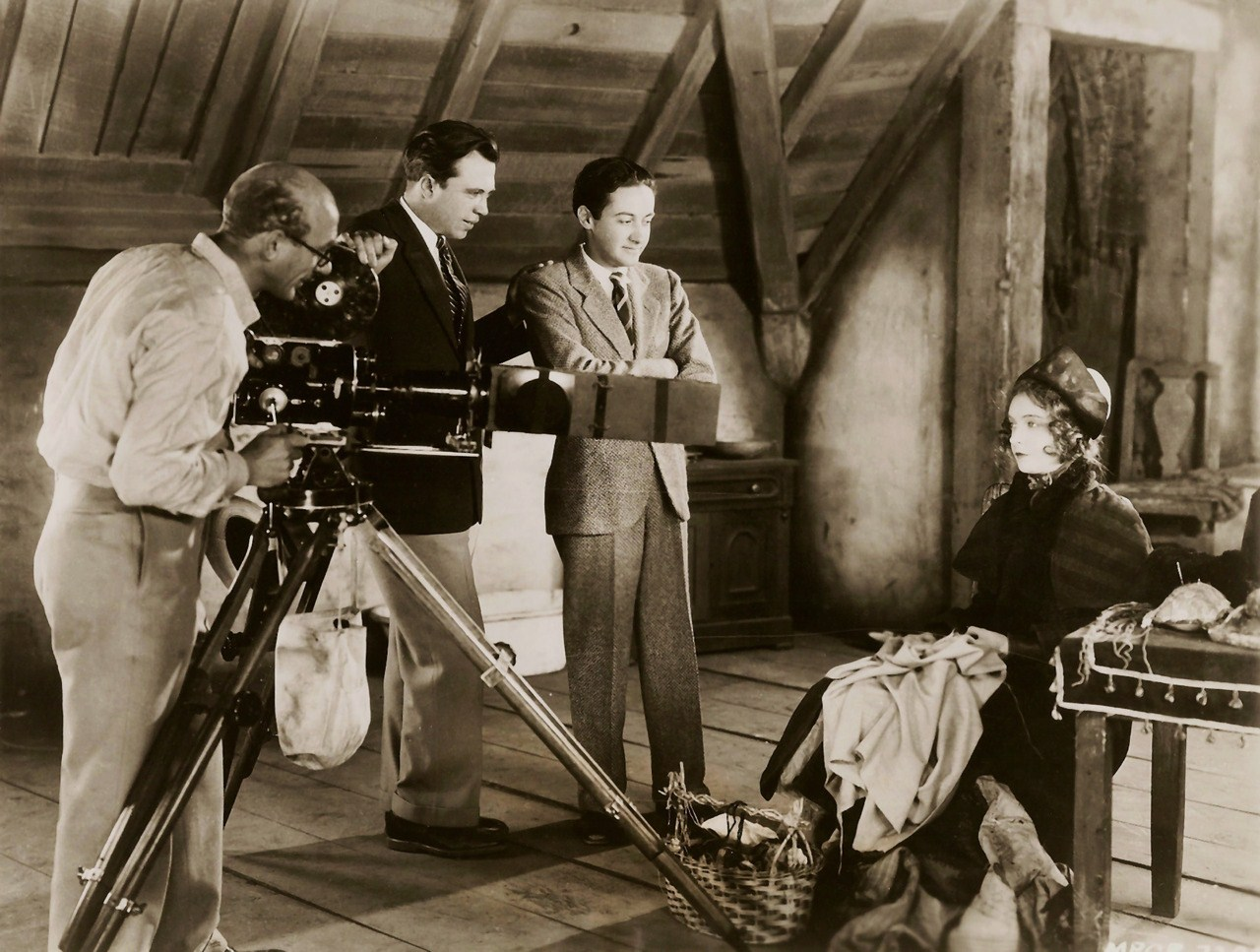
Hendrik Sartov (directeur de la photographie), King Vidor, Irving Thalberg (producteur) et Lillian Gish, sur le tournage de La Bohème.

King Vidor est dans le livre des records pour la plus longue carrière de metteur en scène de cinéma. Son premier film date de 1913 avec Ouragan sur Galveston et son dernier de 1980 : le documentaire La Métaphore.
En 1916, il épouse Florence Arto, qui deviendra une star sous son nom marital. Ensemble ils s'établissent à Hollywood. Selon le Dictionnaire du cinéma américain des Références Larousse, Vidor est figurant, assistant, comptable, régisseur, projectionniste scénariste. David W. Griffith est son modèle. Dès 1920, il fonde son propre studio, Vidor Village, et dirige une série de films, presque tous avec Florence Vidor (qui a déjà travaillé avec Frank Lloyd et Cecil B. DeMille), jusqu'en 1923, date à laquelle le Vidor Village disparaît. Cependant, durant toute sa carrière, Vidor gardera une liberté rare à Hollywood. Florence Vidor, elle, part travailler avec Ernst Lubitsch et Malcolm St. Clair.
King Vidor dirige sa deuxième femme Eleanor Boardman dans la plupart de ses films muets suivants, dont Fraternité et Bardelys avec John Gilbert. Nigel Cawthorne a rapporté une anecdote selon laquelle Gilbert avait proposé un double mariage à Vidor et Boardman, lui-même voulant épouser Greta Garbo (et Garbo accepta). Vidor est par ailleurs le premier à avoir dirigé John Wayne : cascadeur et figurant, ce dernier apparaît à 19 ans dans Bardelys le magnifique (Bardelys the Magnificent, 1926). Invisible depuis 80 ans, le film a été (re)découvert courant 2007. Il a été diffusé pour la première fois sur France 3 courant 2008.
Durant les années 1920 également, il entame une collaboration régulière avec la star John Gilbert (His Hour en 1924 d'après Elinor Glyn), collaboration qui culmine avec La Grande Parade, et Gilbert est le partenaire d'une autre icône du cinéma, Lillian Gish, dans une autre superproduction, La Bohème (1926), d'après le roman d'Henry Murger. Les deux hommes sont alors amoureux de Lillian Gish mais la Duse de l'écran ne donne pas de suite, ainsi qu'elle le raconte dans ses mémoires Le cinéma, Mr. Griffith et moi.
Les grandes fresques
King Vidor est le cinéaste de fresques cinématographiques parmi les plus imposantes du XXe siècle. Sa vision ample et démiurgique du monde prend sa pleine mesure dans les films épiques dont il deviendra le spécialiste. Quelques exemples : La Grande Parade (1925) sur la Première Guerre mondiale, La Foule (1927) intimiste mais à la vision monumentale, Le Grand Passage (1940) sur les guerres indiennes, Une romance américaine  (1944) épopée industrielle malheureusement amputée par les producteurs, Duel au soleil (1946), western romantique produit par D.O. Selznick et enfin Salomon et la Reine de Saba (1958), ultime film du cinéaste et formidable péplum biblique.
D'une durée de 140 minutes, Une romance américaine, sa fresque sur l'industrie de l'acier (d'un budget record de trois millions de dollars) fut amputée de plus d'une demi-heure parce qu'il était urgent de multiplier les séances. Coupé sans l'aide du cinéaste, le film fut un immense échec et marqua la fin de la collaboration entre Vidor et la MGM. Lorsqu'il évoquera cet échec dans ses mémoires, Vidor semblera fortement marqué par cette expérience.
On note une adaptation dispendieuse et épique de Guerre et paix de Tolstoï en 1956, comptant dans sa distribution Henry Fonda, Audrey Hepburn et Anita Ekberg, et une version romancée de la vie de Frank Lloyd Wright avec Le Rebelle en 1949. Ce film lyrique et flamboyant, tiré du roman à succès d'Ayn Rand, est considéré comme un des chefs-d'œuvre du cinéaste et une des plus grandes performances de Gary Cooper. Selon Barthélémy Amengual, « plus soviétique que jamais par son amplification épique, cette geste évoque Dovjenko ».
Fasciné par les bâtisseurs, les capitaines d'industrie, les chefs de guerre, en bref les « Bigger Than Life », il manifesta aussi un intérêt profond pour les anonymes et les oubliés des grandes sociétés, avec La Foule en 1928, Notre pain quotidien en 1934 ou Hallelujah en 1929, premier film de Hollywood entièrement interprété par des Noirs. Le mélodrame célèbre Le Champion en 1931, qui racontait l'amitié entre un petit enfant et un vieux boxeur raté, appartient lui aussi à la veine humaniste et sociale du cinéaste.
Les actrices
Grand amateur de beauté et de tempéraments d'actrices, Vidor a donné des rôles importants à Lillian Gish, Barbara Stanwyck (Stella Dallas), Bette Davis (La Garce), Jennifer Jones (Duel au soleil - où figure également sa mythique Mimi Lillian Gish - et La Furie du désir), notamment, passant de la pire noirceur (La Garce demeure d'une violence rare) au romantisme le plus exacerbé (Duel au soleil atteint des sommets de violence également, mais cette violence flamboie au lieu de noircir).
King Vidor impose dans la comédie la blonde Marion Davies (dans Mirages et Une gamine charmante), reine de la jet set, et la brune Hedy Lamarr (dans Souvenirs — H.M. Pulham, Esq. —, Camarade X avec aussi Clark Gable), qui parodie Greta Garbo dans Ninotchka et que le grand cinéaste compare à Jennifer Jones. Vidor souhaitait d'ailleurs Hedy Lamarr et John Wayne pour Duel au soleil. Il retrouvera Hedy Lamarr pour Souvenirs / H.M. Pulham, Esq., adaptation très attendue d'un best seller nostalgique, où elle incarne l'amour perdu.
En connaisseur, Vidor a aussi dirigé Clara Kimball Young, Zasu Pitts, Colleen Moore, Kay Francis, Margaret Sullavan, Sylvia Sidney, Dolores del Río, Paulette Goddard, Ruth Roman, Gina Lollobrigida… C'est encore Vidor, après Rouben Mamoulian et Tolstoï, qui est chargé de lancer la carrière de la russe Anna Sten au début des années 1930 mais leurs talents conjugués ne convainquent pas le public.
Bien qu'il ne soit pas crédité au générique (et que la scène faillit être coupée), il mit en scène un moment inoubliable de l'histoire du cinéma américain : la séquence où Judy Garland chante la chanson mythique Over The Rainbow dans Le Magicien d'Oz de Victor Fleming en 1939.
L'ensemble des écrits et documents audio-visuels de King Vidor sont déposés et consultables au Harry Ransom Center de l'université du Texas d'Austin.

### Vie privée
King Vidor se marie à trois reprises :
- Florence Arto Vidor (1917-1924, une fille : Suzanne)
- Eleanor Boardman (1926-1931, deux filles : Antonia et Belinda)
- Elizabeth Hill (1932-1978).

En dehors du documentaire La Métaphore en 1980, il consacre les 25 dernières années de sa vie à la peinture. Il meurt le 1er novembre 1982 à Paso Robles en Californie, après son décès ses cendres furent dispersées sur les terres de son ranch à Paso Robles.

## Filmographie

### Courts métrages
- 1913 : Hurricane in Galveston (documentaire)
- 1913 : The Grand Military Parade (documentaire)
- 1918 : Bud's Recruit
- 1918 : The Chocolate of the Gang
- 1918 : The Lost Lie
- 1918 : Tad's Swimming Hole
- 1918 : Marrying Off Dad
- 1918 : The Accusing Toe
- 1918 : Thief or Angel
- 1918 : The Rebellion
- 1918 : A Boy Built City
- 1918 : The Preacher's Son
- 1918 : I'm a Man
- 1918 : Love of Bob
- 1918 : Dog vs. Dog
- 1918 : Kid Politics
- 1918 : The Three Fives
- 1918 : The Case of Bennie
- 1980 : La Métaphore (Metaphor - King Vidor Meets with Andrew Wyeth) (documentaire)

### Longs métrages muets
- 1919 : Le Tournant (The Turn in the Road)
- 1919 : Better Times
- 1919 : The Other Half
- 1919 : Poor Relations
- 1920 : L'Honneur de la famille (The Family Honor)
- 1920 : L'Homme au couteau (The Jack-Knife Man)
- 1921 : The Sky Pilot
- 1921 : Love Never Dies
- 1922 : Émancipée (The Real Adventure)
- 1922 : Dusk to Dawn
- 1922 : La Conquête d'une femme (Conquering the Woman)
- 1922 : Peg de mon cœur (Peg o' My Heart)
- 1923 : La Victoire mutilée (The Woman of Bronze d'après La Rivale)
- 1923 : La Sagesse de trois vieux fous (Three Wise Fools)
- 1924 : Capricciosa (Wild Oranges)
- 1924 : Le Bonheur en ménage (Happiness)
- 1924 : Wine of Youth
- 1924 : Son heure (His Hour)
- 1924 : La Femme de Don Juan (The Wife of the Centaur)
- 1925 : Fraternité (Proud Flesh)
- 1925 : La Grande Parade (The Big Parade)
- 1926 : La Bohème
- 1926 : Bardelys le magnifique (Bardelys the Magnificent)
- 1928 : La Foule (The Crowd)
- 1928 : Une gamine charmante (The Patsy)
- 1928 : Mirages (Show People) (+ caméo)

### Longs métrages parlants
- 1929 : Hallelujah ![29]
- 1930 : Dulcy (Not So Dumb)
- 1930 : Billy le Kid (Billy the Kid)
- 1931 : Le Champion (The Champ)
- 1931 : Scène de la rue (Street scene)
- 1932 : Cynara
- 1932 : L'Oiseau de paradis (Bird of Paradise)
- 1933 : Le Retour de l'étranger (The Stranger's Return)
- 1934 : Notre pain quotidien (Our Daily Bread)
- 1935 : Roses de sang (So Red the Rose)
- 1935 : Soir de noces (The Wedding Night)
- 1936 : La Légion des damnés (The Texas Rangers)
- 1937 : Stella Dallas
- 1938 : La Citadelle (The Citadel)
- 1939 : Le Magicien d'Oz (The Wizard of Oz), de Victor Fleming, pour les séquences du Kansas en noir et blanc, non crédité
- 1940 : Le Grand Passage (Northwest Passage)
- 1940 : Camarade X (Comrade X)
- 1941 : Souvenirs (H.M. Pulham, Esq.)
- 1944 : Une romance américaine (An American Romance)
- 1946 : Duel au soleil (Duel in the sun)
- 1948 : La Folle Enquête (On Our Merry Way) coréalisé avec Leslie Fenton
- 1949 : Le Rebelle (The Fountainhead)
- 1949 : La Garce (Beyond the Forest)
- 1951 : Lightning Strikes Twice
- 1952 : Japanese War Bride[30]
- 1953 : La Furie du désir (Ruby Gentry)
- 1955 : L'Homme qui n'a pas d'étoile (Man Without a Star)
- 1956 : Guerre et Paix (War and Peace)
- 1959 : Salomon et la Reine de Saba (Solomon and Sheba)
- 1982 : Les Armes du pouvoir (Love & Money) de James Toback : Walter Klein (unique apparition créditée comme acteur)

## Prix et distinctions

### Récompenses
- Mostra de Venise 1935 : Prix de la mise en scène pour Soir de noces

- Directors Guild of America 1957 : Prix pour l'ensemble de sa carrière
- Hollywood Walk of Fame 1960 : Etoile d'honneur le 8 février 1960[8]
- Festival du film de Telluride 1976 : Médaille d'argent d'honneur pour sa carrière
- Los Angeles Film Critics Association Awards 1977 : Prix pour l'ensemble de sa carrière
- Oscars 1979 : Oscar d'honneur pour l'ensemble de la carrière
- Festival international du film de Moscou 1979 : Prix d'honneur pour l'ensemble de son œuvre
- Mostra de Venise 1982 : Lion d'or pour l'ensemble de sa carrière
- Festival international du film de Saint-Sébastien 1983 : Mention spéciale du Prix OCIC pour La Grande parade

### Nominations
- Oscars 1929 : Meilleur réalisateur de film dramatique pour La Foule
- Oscars 1930 : Meilleur réalisateur pour Hallelujah !
- Oscars 1932 : Meilleur réalisateur pour Le Champion
- Mostra de Venise 1932 : en compétition pour Le Champion
- Oscars 1939 : Meilleur réalisateur pour La Citadelle
- Mostra de Venise 1948 : en compétition pour Duel au soleil
- Oscars 1957 : Meilleur réalisateur pour Guerre et paix
- Golden Globes 1957 : Meilleur réalisateur pour Guerre et paix

## Anecdotes
- La Foule (1928) est un film unique dans l'histoire de Hollywood. Le film racontait la vie d'un Américain moyen. Il était hors de question pour King Vidor de prendre une star de l'époque. Il croisa un jour, devant un bureau de casting, un individu intéressant pour le rôle. Il le rattrapa difficilement dans la rue et lui demanda son nom. En s'engouffrant dans la voiture, il jeta « Murray, figurant » et disparut. Vidor eut à peine le temps de lui dire « Je suis metteur en scène et j'aurai peut être un travail pour vous ». L'homme ne rappela pas. Ayant oublié le nom, Vidor consulta la liste des figurants du studio et reconnu le nom de Murray. Lorsqu'il tenta de recontacter l'homme, l'acteur lui dit qu'il n'avait pas de temps à perdre. Vidor dut lui proposer de l'argent pour qu'il se déplace pour un rendez-vous. Quand King Vidor demanda à James Murray pourquoi il ne répondait pas à ces appels, celui-ci répondit : « Je ne vous ai pas cru… ». James Murray sera engagé pour jouer le rôle principal du film.
- Charles Chaplin se coupait les cheveux lui-même, et offrit une fois à King Vidor de lui couper les cheveux, ce que celui-ci accepta avec entrain. Quelques semaines plus tard, Vidor alla chez le coiffeur d'un grand hôtel, qui lui demanda, d'un air critique, « Qui vous a coupé les cheveux la dernière fois ? », à quoi il répondit « Charles Chaplin », et le coiffeur se vexa rétorquant : « Quand je pose une question sérieuse, j'attends une réponse sérieuse ! »[31].
- En l'absence de Woody Allen lors de la cérémonie, c'est King Vidor qui récupéra les trois Oscars décernées en 1978 au film Annie Hall.